# 운터발덴주
운터발덴(Unterwalden)는 1798년 이전의 스위스의 칸톤이었다. 지금은 반주로 분리되었다. 운터발덴은 라틴어의 인터 실바스(inter silvas, 숲 사이)에서 번역되었으며, 스위스 중부 루체른 호수 남쪽에 있는 옛 스위스 연방의 산림주(발트슈테테)의 옛 이름이다. 운터발덴은 두 개의 계곡, 즉 탈샤프텐(Talschaften)으로 구성되어 있었으며, 현재는 두 개의 분리된 스위스 칸톤(또는 두 개의 반주)인 옵발덴과 니트발덴으로 구성되어 있다.

## 개요
운터발덴이라는 이름은 1304년에 라틴어 인터 실바스(inter silvas)의 번역으로 처음 기록되었으며, 인트라몬타니스(intramontanis)와 함께 해당 지역의 수도원 자산의 명칭이었다. 1291년 독일의 루돌프 1세는 슈탄스, 알프나흐와 기스빌에 있는 영지를 매입했다. 1304년부터 현지 관리원들이 자신의 인장을 사용했다. 1309년에 헨리 7세는 운터발덴 영토가 발트슈테테의 제국 관할지의 일부임을 확인했다. (그러나 그 자체 권리가 정치적 실체를 뜻하는 것은 아니었다,) 내부적으로 1291년으로 날짜가 기입된 동맹 서약은 이 시기에 시작된 것으로 생각된다. 문서에서 운터발덴은 “아랫골 산들 사이에 있는 사람들의 공동체”(communitas hominum Intramontanorum Vallis Inferioris)로 묘사한다. 이것은 일반적으로 현대 번역에서 “운터발덴의 아랫골 공동체”로 번역되며 니트발덴 또는 “고유한 운터발덴”으로 해석된다. 운터발덴은 1315년 우리와 슈비츠와 함께 〈브루넨 조약〉으로 명명된 구스위스 연방 설립에 참여한 셋 참가 지역 중 하나였다.
운터발덴은 초기에 옵발덴과 니트발덴이라는 두 개의 별도 영역으로 분할되었다. 2개의 독립적인 탈샤프텐으로서의 지위는 14세기와 15세기에 걸쳐 발전한 것으로 보이지만, 남부 동맹에서는 단일 투표권을 유지한다.
14세기와 15세기에 운터발덴의 국기는 졸로투른의 국기와 동일하게 흰색 위에 빨간색으로 수평으로 동일한 부분으로 분할되었다. 1481년 졸로투른이 남부 동맹에 가입한 후, 동일한 깃발을 가진 두 개의 주가 있었고, 때때로 졸로투른의 깃발 디자인을 수정하여 모호함을 해소키셨다. 1600년경 니트발덴은 ‘진정한 운터발덴’ 또는 ‘준실바니아’(Subsylvania)로 알려졌으며, 옵발덴은 “운터발덴 옵 뎀 발트”(Unterwalden ob dem Wald)라 불렀다. 엄밀히 말하면 모순어법인 서브실바니아 수퍼 실바(Subsylvania super silva)로 불렸다. 이때부터 2개의 반주에는 두 개의 별도 문장이 있었다. ‘진정한 운터발덴’ 또는 ‘니트발덴’은 빨간색과 흰색 깃발을 사용한 반면, 옵발덴은 빨간색 바탕에 은색 열쇠를 가지고 있었다.
1640년대에 이르러 이 두 개의 디자인은 붉은색과 흰색 바탕에 있는 흰색과 빨간색 열쇠로 다시 디자인되었다.
근대 초기 스위스에서 운터발덴은 스위스 연방의 다른 회원 주와 ‘외교’에서 단일 국가로 간주되었지만, 내부적으로는 별도의 정부, 관할구역 및 별도의 깃발이 있는 두 개의 개별 주로 구성되었다.
1642년 마르틴 차일러(Martin Zeiller)는 운터발덴이 두 개의 분리된 탈샤프텐으로 나뉘었다고 보고한다. 그곳 주민은 로마계 옵발덴 사람들과 니트발덴 사람들은 독일계 킴브리족(Cimbri)으로 구성되어 있다고 했다.
운터발덴은 중재법(1803)에서 단일 헌법으로 복원 되었지만, 두 개의 별개 주도인 자르넨과 슈탄스와 동등한 주권을 가진 두 개의 개별 주 의회가 있었다. 운터발덴은 1815년 복원된 스위스 연방의 주였으며, 1848년 헌법에 운터발덴(ob und nid dem Wald)으로 등록되었다. 운터발덴이라는 이름은 1999년 헌법에서 생략되었으며, 옵발덴과 니트발덴은 두 개의 분리된 주로 명명되었다.

## 현재 갈라져 있는 칸톤
- 옵발덴주
- 니트발덴주

## 같이 보기
- 반주